# Renato Bartoccini
Renato Bartoccini (Roma, 25 agosto 1893 – Roma, 9 ottobre 1963) è stato un archeologo italiano, soprintendente alle antichità a Tripoli, a Taranto e a Roma, compì importanti campagne di scavo in Libia, nell'Italia meridionale, proseguì gli scavi per il recupero dell'anfiteatro romano di Lucera, a Ravenna, in Etruria e in Giordania.

## Biografia
Studiò Archeologia alla sapienza - Università di Roma, dove fu allievo di Dante Vaglieri (1865-1913), di cui nel 1918 sposerà la figlia Bianca; si laureò il 13 gennaio 1917 durante una licenza della guerra del 1915-18 alla quale si arruolò volontario e nel corso rimase ferito e ottenne numerose decorazioni al valore.
Nel 1920 Roberto Paribeni lo inviò in Egitto per studiare la fortezza romano-bizantina di Babilonia (Qaṣr ash-Shām), a sud del Cairo. Lo stesso anno fu nominato ispettore presso la Soprintendenza ai monumenti e scavi della Tripolitania e gli vennero affidati gli scavi di Sabratha. Bartoccini seguì inoltre anche gli altri lavori in corso nella regione, e nel 1923 fu nominato soprintendente della Tripolitania, un incarico che conservò fino al 1928. In seguito saranno fatte riserve metodologiche sulle operazioni portate avanti negli anni venti e trenta in Tripolitania, prive del rigore dei metodi stratigrafici ritenuti da molti oggi indispensabili: all'epoca il recupero dei materiali si limitava in genere alle "opere d'arte", trascurando le testimonianze di "cultura materiale". Bartoccini pubblicò tuttavia numerosi scritti di tema africano; organizzò fra l'altro anche il I convegno internazionale di archeologia cristiana nel 1925.
Rientrato in Italia nel 1928, fra 1929 e 1933 fu direttore dell'Ufficio autonomo per gli scavi, i monumenti e le opere d'arte della provincia di Ravenna e contemporaneamente capo della missione archeologica italiana in Giordania, iniziando la prima di sette campagne di scavi ad Amman dalle quali si sarebbero ottenuti abbondanti risultati. Nel 1933 fu nominato direttore del Museo archeologico nazionale di Taranto e poi soprintendente ai monumenti e agli scavi delle Puglie.
Durante la seconda guerra mondiale, Bartoccini fu soprintendente alle antichità a Rodi e, richiamato in servizio militare di complemento come ufficiale di Stato Maggiore, coordinò in Grecia l'ufficio assistenza. Aderì alla Repubblica di Salò e nel 1944 gli fu affidata la missione di tutelare il patrimonio della Scuola archeologica italiana di Atene. Prosciolto dalla Commissione di epurazione del ministero della Pubblica Istruzione, fu destinato all'ufficio esportazione opere d'arte e nel 1950 soprintendente alle antichità dell'Etruria meridionale. In collaborazione con Franco Minissi curò la nuova sistemazione del Museo nazionale etrusco di Villa Giulia. Infine, nel 1955-56 fu soprintendente reggente alle antichità di Roma e studiò fra l'altro il celebre sarcofago di Velletri.